# 文野朋子
文野 朋子（ふみの ともこ、1923年1月5日 - 1987年7月19日）は、日本の女優。本名は神山 澄子。
東京市浅草区（現・東京都台東区）出身。都島高等実践女学校卒業。演劇集団 円に所属していた。
夫は俳優の神山繁で、おしどり夫婦として知られた。第9回芸術祭賞奨励賞受賞。

## 来歴・人物
戦前、大映に入社して映画女優として活躍した後、1946年に劇団文学座に入座。文学座の看板女優・杉村春子に目をかけられ、後継者として期待されたが、1963年に夫の神山らと共に文学座を脱退し、劇団雲の結成に参加。雲の中心メンバーとして活躍した。1956年に神山繁と結婚。その後、福田恆存と芥川比呂志が対立し劇団内で分裂騒動が起こると、芥川、神山らと共に雲を離脱し、演劇集団 円を結成した。
円では、岸田今日子、南美江と共に中心女優として活躍したが、1987年7月6日、舞台の公演中に脳内出血のためステージ上で倒れ、13日後の19日に急死した。64歳没。墓誌は多磨霊園の神山家墓所内にあり、本名と芸名の両方が刻まれている。
特技は絵画。

## 出演作品

### テレビドラマ
- 蒼い描点（1962年3月、CX）
- 地獄変（1962年6月、ETV）
- 松本清張シリーズ・黒の組曲（NHK）
  - 第20話「球形の荒野」（1962年8月） - 芦村節子
  - 第31話「典雅な姉弟」（1962年11月）
- 本日休診（1964年3月、NHK）
- 光る海（1965年、TBS）
- ザ・ガードマン（TBS / 大映テレビ室）
  - 第18話「裸の欲望」（1965年）
  - 第42話「女の青い炎」（1966年）
  - 第63話「女ひとり」（1966年）
  - 第84話「ハートで盗め」（1966年）
  - 第130話「結婚サギ師の多忙な生活」（1967年）
  - 第174話「死体と住む女」（1968年）
  - 第198話「怪談・車に乗った幽霊」（1969年）
  - 第265話「離婚孤児争奪戦」（1970年）
  - 第271話「怪談・雨の幽霊病院」（1970年）
  - 第319話「殴りこみホットパンツ大作戦」（1971年）
- 連続テレビ小説（NHK)
  - おはなはん（1966年 - 1967年）
  - 北の家族（1973年 - 1974年） - 長沢悠子 役
  - 本日も晴天なり（1981年） - 立山松代 役
- 泣いてたまるか（TBS / 国際放映）
  - 「先生台北へ飛ぶ」（1968年）
- ポーラテレビ小説「三人の母」（1968年 - 1969年、TBS） - 北山の伯母
- 二人の世界（1970年）
- 愛と死の砂漠（1971年、KTV） - 平井
- 泣くな青春 第5話「重いカバン」（1972年、CX）
- 高校教師（1974年、12ch / 東宝） - 加藤和美の母 役
- 二十四の瞳（1974年、NHK）
- 俺たちの旅（NTV） - 小料理屋「せ喜」女将
  - 第10話「おふくろさんも女なのです」（1975年）
  - 第21話「親父さんも男なのです」（1976年）
- 太陽にほえろ! （東宝 / NTV）
  - 第174話「星の神話」（1975年） - 堀川夫人
  - 第288話「射殺」（1978年） - 香川夫人
  - 第561話「12年目の真実」（1983年） - 安川の母親
  - 第661話「マミーが怒った」（1985年） - 溝口夫人
- 燃える捜査網 第1話「女子中学生投身自殺」（1975年、NET / 東映）
- 愛のサスペンス劇場「歯止め」（1976年、NTV） - 旗島織江
- 銀河テレビ小説（NHK）
  - 昭和の青春シリーズ2 春の城（1977年）- 耕二の母
- 江戸を斬るIII 第15話「狙われた亥の刻小僧」（1977年、TBS）
- 岸壁の母（1977年、TBS)
- 華麗なる刑事 第15話「暴走! 父ちゃんのダンプ」（1977年、CX / 東宝） - 立松あやこ
- 水戸黄門 第9部 第27話「三国一の嫁騒動 -水戸-」（1979年、TBS / C.A.L） - 松
- 大空港 第52話「シスター刑事・テロリストを撃て!」（1979年、CX / 松竹） - シスター･ガブリエル
- 木曜ゴールデンドラマ（NTV）
  - 名犬ゴローの冒険（1980年）
  - 北のめぐり逢い（1982年）
  - 体の中を風が吹く（1984年）
  - 喜劇・ああ結婚式（1986年）
- 特捜最前線 第189話「犯罪紳士録に載っている男!」（1980年、ANB / 東映）
- 土曜ワイド劇場 / 片岡孝夫の好青年探偵シリーズ 第1作「昭和7年の姦通殺人鬼」（1980年、ANB）
- 愛の滑走路'81（1981年、TBS）
- 御宿かわせみ 第23話「花冷え」（1981年、NHK）
- 新五捕物帳 第149話「哀しき異母兄弟」（1981年、NTV / ユニオン映画）- お兼
- 金曜劇場 / 変身願望（1983年、CX）
- 金曜ドラマ / 夏に恋する女たち（1983年、TBS）
- 火曜サスペンス劇場
  - 軽蔑（1984年、NTV / 三船プロ） - 伊藤キヌ
  - 入れ代わった女（1986年）
- 月曜ワイド劇場 / 嫁と姑 お皿割りいじわる合戦（1986年、ANB / 東宝映像）
- 月曜ドラマランド / 転校生 オレがあいつでアイツがおれで2（1986年）
- 京都かるがも病院 第9話「老女医の診断」（1986年、ANB）
- ザ・ドラマチックナイト / 瑠璃の爪（1987年、CX）

### 映画
- 鶯（1938年）
- 心に花の咲く日まで（1955年、大映） - 山崎たか子
- 気違い部落（1957年、松竹） - 青木お芳
- 張込み（1958年、松竹） - 弓子の母親
- 暗夜行路（1959年、東宝） - 謙作の実母
- 放浪記（1962年、東宝） - 村野やす子
- 千夜一夜物語（1969年） - 加藤民子
- 初めての愛（1972年、東宝映画） - 加藤民子
- 動脈列島（1975年、東宝） - 秋山勝代
- 飛鳥へ、そしてまだ見ぬ子へ（1982年） - 野中夫人
- 男はつらいよ 夜霧にむせぶ寅次郎（1984年、松竹） - きぬ

### 吹き替え
- 看護婦物語
  - 「ローラが求めたもの」(キム・ハンター)
- ビロードの手袋　(バレリー<ロザリンド・ラッセル>)
- 弁護士ジャッド
  - 「ガラスの迷路」(メリー<マーガレット・レイトン>)
- エレファント・マン（寮母〈ウェンディ・ヒラー〉）※TBS版（新盤BD収録）
- 刑事コロンボ 二つの顔（ペック夫人<ジャネット・ノーラン>）
- 警部マクロード
  - 「ニューヨークの罠」(バブの母<ジョーン・ブロンデル>)
- 白い肌の異常な夜（マーサ）
- ジョーイ（ジェラルディン・ペイジ）
- リッチマン・プアマン　(メアリー・ジョーダッシュ<ドロシー・マクガイア>)
- この愛にすべてを　(エリザベス ・テイラー)
- 草原の輝き(テレビ映画) (ルーシス夫人<エヴァ・マリー・セイント>)
- チミノ夫人のピアノ(遠い道(NHK放送時タイトル)) (チミノ夫人<ベティ・デイヴィス>)